# یواس‌اس راکون (آی‌ایکس-۱۲۷)
یواس‌اس راکون (آی‌ایکس-۱۲۷) (به انگلیسی: USS Raccoon (IX-127)) یک کشتی بود که طول آن ۴۴۱ فوت ۶ اینچ (۱۳۴٫۵۷ متر) بود. این کشتی در سال ۱۹۴۳ ساخته شد و سرعت آن ۱۱ گره دریایی بود.